# Középlak község
Középlak község (románul: Comuna Cuzăplac) község Szilágy megyében, Romániában. Központja Középlak, beosztott falvai Almásköblös, Almástamási, Lapupatak, Nagypetri, Nyerce, Tóttelke, Vásártelke.

## Népessége
A 2011-es népszámlálás adatai alapján a község népessége 1864 fő volt.